# Јован Петровић (министар)
Јован Петровић (Сомбор, Аустријско царство, 16. јун 1843 — Ниш, Краљевина Србија, 19. март 1902) је био генерал српске војске, министар одбране и министар јавних радова Краљевине Србије. Обављао је и дужност 10. декана Наставног одбора Војне академије у Србији од 1894. до 1897.

## Војна академија
Јован Петровић је рођен 16. јуна 1843. године у Сомбору. Његов отац Петар је био шеф радионице у Војнотехничком институту у Крагујевцу. Јован је завршио гимназију у Београду, затим је завршио четири разреда Гимназије у Крагујевцу, а у Београду је завршио Велику школу. Потом је уписао Војну академију Универзитета одбране у Београду 1860. године. Академију је завршио 1865. године, када је унапређен у чин потпоручника. Приликом инцидента на Чукур чесми 1862. придружио се борцима за слободу на барикадама.

## Ратна академија у Берлину
По завршетку Војне академије служио је у Управи артиљерије и Тополивници у Крагујевцу. Једно време је био командир у Војно-занатској школи до 1867. године. Године 1868. био је млађи водник у 3. територијалној бригади. Од 1868. до 1872. унапређен је у генералштабног официра Књажевачке народне војске. Послат је као државни питомац 1872. у Пруски штабни колеџ, тада назван Allgemeine Kriegsschule (Ратна школа). После трогодишњег школовања, завршио је академију у Берлину 1875. године. Након тога био је приправник у Гардијском пешадијском пуку у Берлину. По повратку у Србију од 1875. до 1876. године служио је у Министарству одбране, а потом био начелник Српског генералштаба.

## Српско-турски ратови
У Првом српско-турском рату служио је у Врховној команди. Од 27. јуна до 18. августа 1876. био је начелник штаба Моравске војске и учествовао је у Бици на Шуматовцу, командујући одредом од шест батаљона код Пруговца, на левом крилу. Турска бројчано надмоћна дивизија лако је држала потиснуте шест батаљона, али када је стигла помоћ постигли су свој циљ да заштите леви бок. Потом је постао начелник штаба Моравско-тимочке војске генерала Михаила Черњајева. Касније је постао командант Катунске војске и начелник штаба 2. корпуса. После мира добио је од турског команданта у Алексинцу уобичајени „мач за предају“. У Другом српско-турском рату био је начелник штаба Моравског корпуса. Приликом ослобођења Ниша учествовао је у преговорима, када су Турци предали град Ниш.

## Министар јавних радова и одбране
У лето 1879. био је помоћни члан српске делегације у Међународној комисији за утврђивање границе после српско-турских ратова. Октобра 1879. постављен је у српски генералштаб. Од 1879. предавао је Генералштаб на Војној академији Универзитета одбране у Београду, а од 1882. историју ратова и стратегију. За команданта 2. пешадијског пука постављен је 1881. године. У чин пуковника га је генералштаб унапредио 1883. године. Политички је припадао напредњацима и постао је министар у неколико напредњачких влада у то време. Био је министар грађевина у Влади Милана Пироћанца од 16. јануара 1883. до 3. октобра 1883. године. Потом је био министар одбране у владама Николе Христића и Милутина Гарашанина од 3. октобра 1883. до 6. децембра 1885. године. На почетку српско-бугарског рата, поред дужности министра одбране, обављао је дужност начелника штаба Врховне команде. Пошто није имао већег ратног искуства, војска га је сматрала неспособним да обавља и дужности министра војног и начелника штаба Врховне команде. Био је и почасни ађутант краља Милана Обреновића. После пораза у бици код Сливнице, краљ је разрешио његове дужности прогласивши га као болестног и неспособног. На лични захтев пензионисан је 10. јануара 1886.

## Декан Војне академије
Реактивиран у марту 1894. и именован за декана Војне академије где је предавао и ратне вештине и стратегију до 1897. године. У новембру 1897. поново је отишао у пензију. Потом је у августу 1900. поново активиран када је унапређен у чин генерала. Од 1900. до 1901. био је командант Шумадијске дивизијске области, а од 1901. до смрти 1902. командант Моравске дивизијске области. Преминуо је у Нишу 1. априла 1902.

## Књижевност
- Народна енциклопедија српско-хрватско-словеначка, Београд, књига 3, 445
- Петар Опачић и Саво Шкоко: „Српско-турски ратови 1876-1878“, БИГЗ, Београд, 1981.
- Слободан Ђукић: „Страни утицаји на развој српске војне доктрине 1878-1918“, докторска дисертација, Београд, 2013.
- Милић Милићевић и Љубодраг Поповић: Генерали војске Кнежевине и Краљевине Србије, Војноиздавачки завод, Београд, 2003.
- Слободан Јовановић: „Влада Милана Обреновића“, књига 3, Београд, 1934.